# Lidingös naturminnen

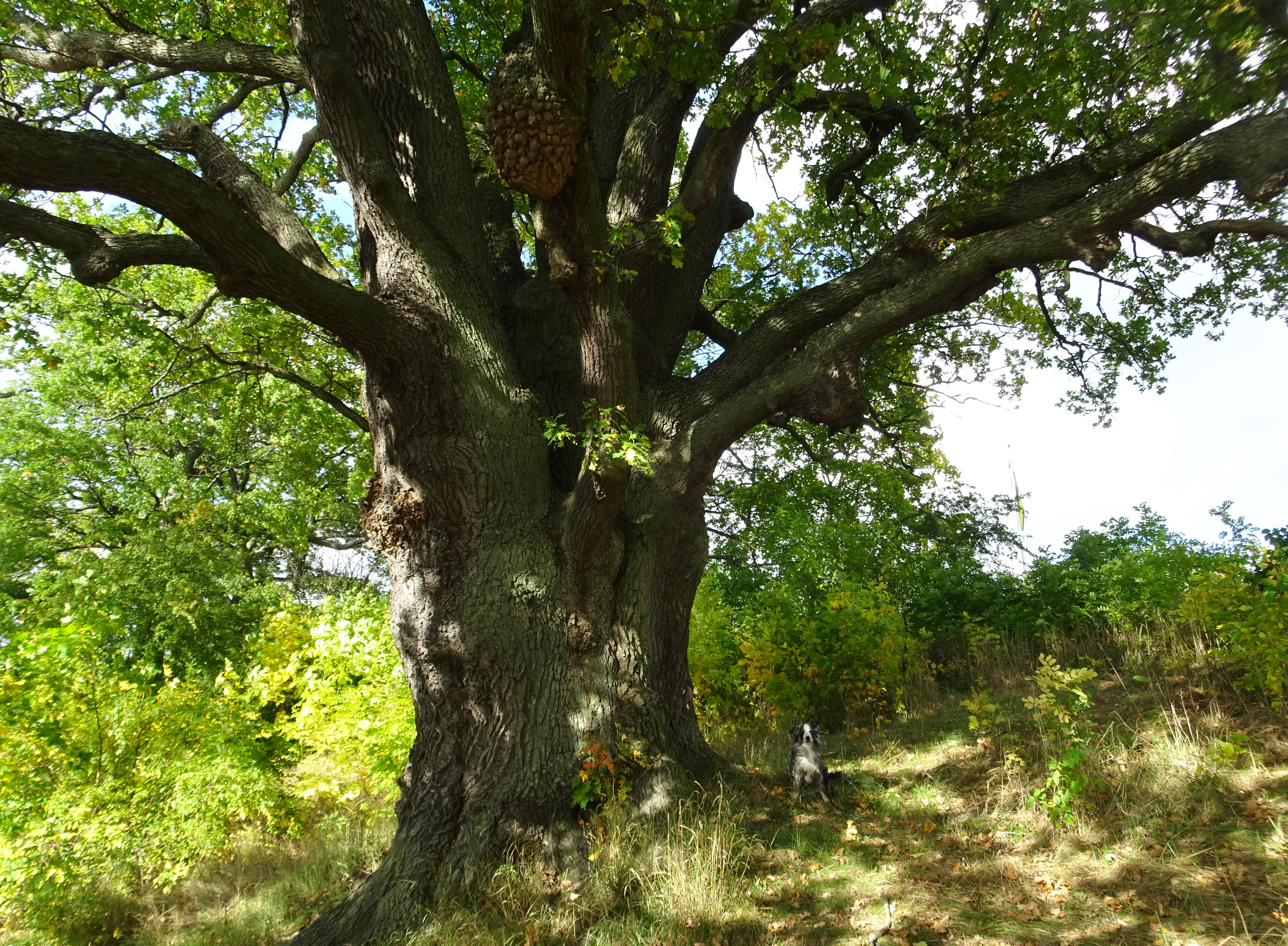
Den större, västra eken på hösten 2021.
Koordinater:

Lidingös naturminnen utgörs av två objekt bestående av två ekar som står vid strandpromenaden intill Kyrkviken i kommundelen Bo i Lidingö kommun, Stockholms län.

## Beskrivning

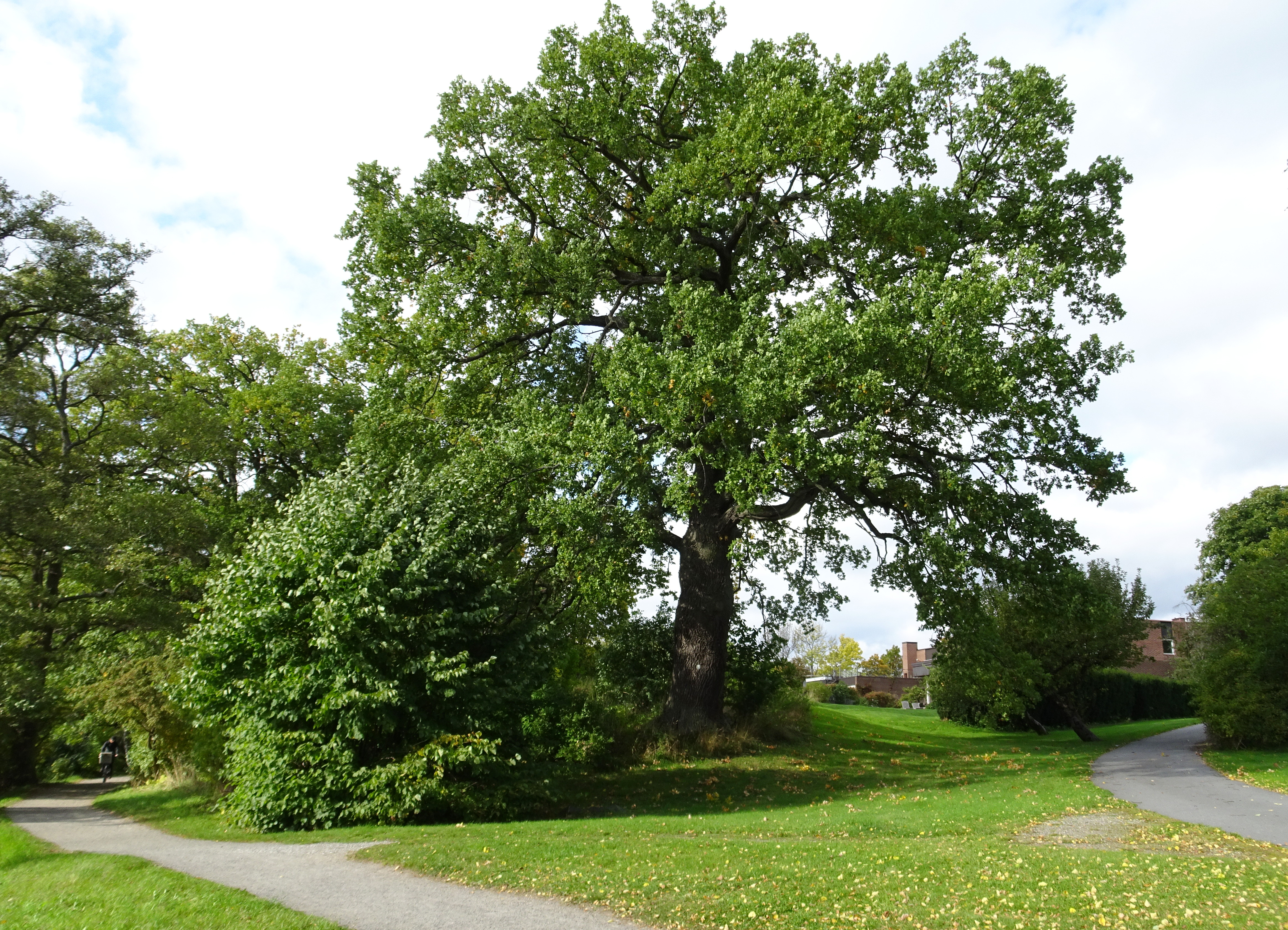
Den mindre, östa eken på hösten 2021.
Koordinater:

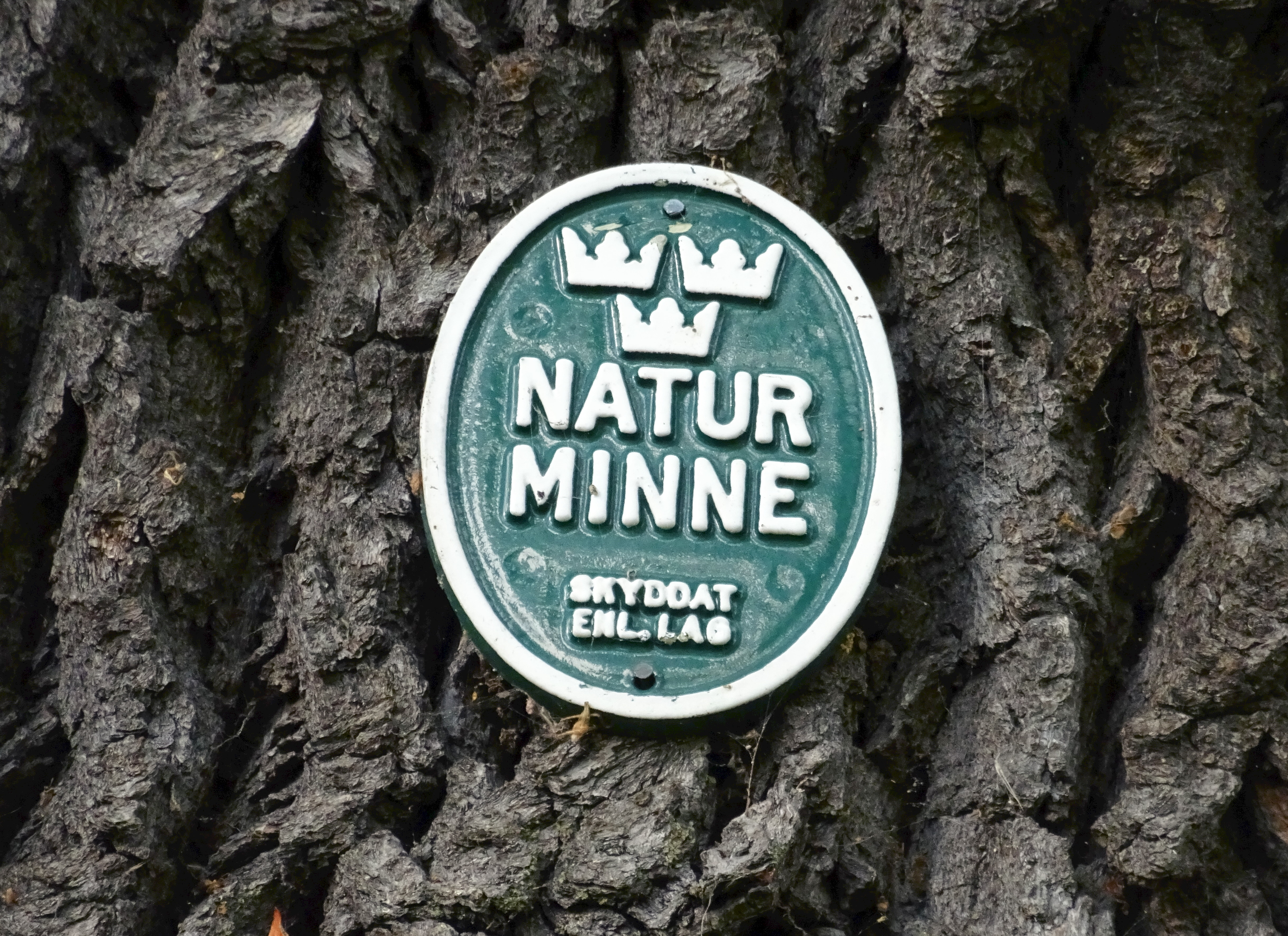
Märket på den mindre eken.

Lidingös enda naturminne bestod från början av fyra ekar, de stod utspridda över ett område kallad ”Ekbacken” som ligger mellan Elfviksvägen och Kyrkviken. Samtliga fyra fridlystes 1969. Som namnet antyder var Ekbacken rik på stora ekar. Här stod fram till 1960-talet en mindre sommarvilla kallad Ekbacken. Villan och de flesta träden försvann när området bebyggdes i slutet av 1960-talet med kedjehus och villor.
Under remissförfarandet som föregick fridlysningen ansåg dåvarande Skogsvårdsstyrelsen (SVS) att endast ett av träden hade ”en sådan märklig dimension och möjligen ett sådant märkligt växtsätt” att det var värt att naturminnesmärkas. Normalt utses SVS till förvaltare av naturminnen, men i det här fallet ville SVS inte belastas med uppdraget om det skulle omfatta mer än ett träd. 
Därför blev det Lidingö stad som åtog sig förvaltarskapet. Staden hävdade att träden var viktiga för Ekbackenområdets karaktär och att fridlysningen ”vore ett auktoritativt uttryck för det värde hela ekbeståndet inom det aktuella området har”. 
Idag (2021) finns bara två ekar kvar. De båda som stod längre upp mot Elfviksvägen försvann 1980 respektive 1992. Den ena var kraftigt rötskadad och blev upphävd som naturminne och nedsågad. Den andra föll under en storm över gatan och naturskyddet upphävdes. Den ostligaste av de kvarvarande ekarna har en stamomkrets på 463 centimeter, uppmätt i brösthöjd vid inventeringen 2016. Ungefär 33 meter åt västra står den större eken som har en stamomkrets på 684 centimeter. Under båda träden passerar Lidingöloppet och den nio kilometer länga vandringsleden Elfviksleden.

## Bilder

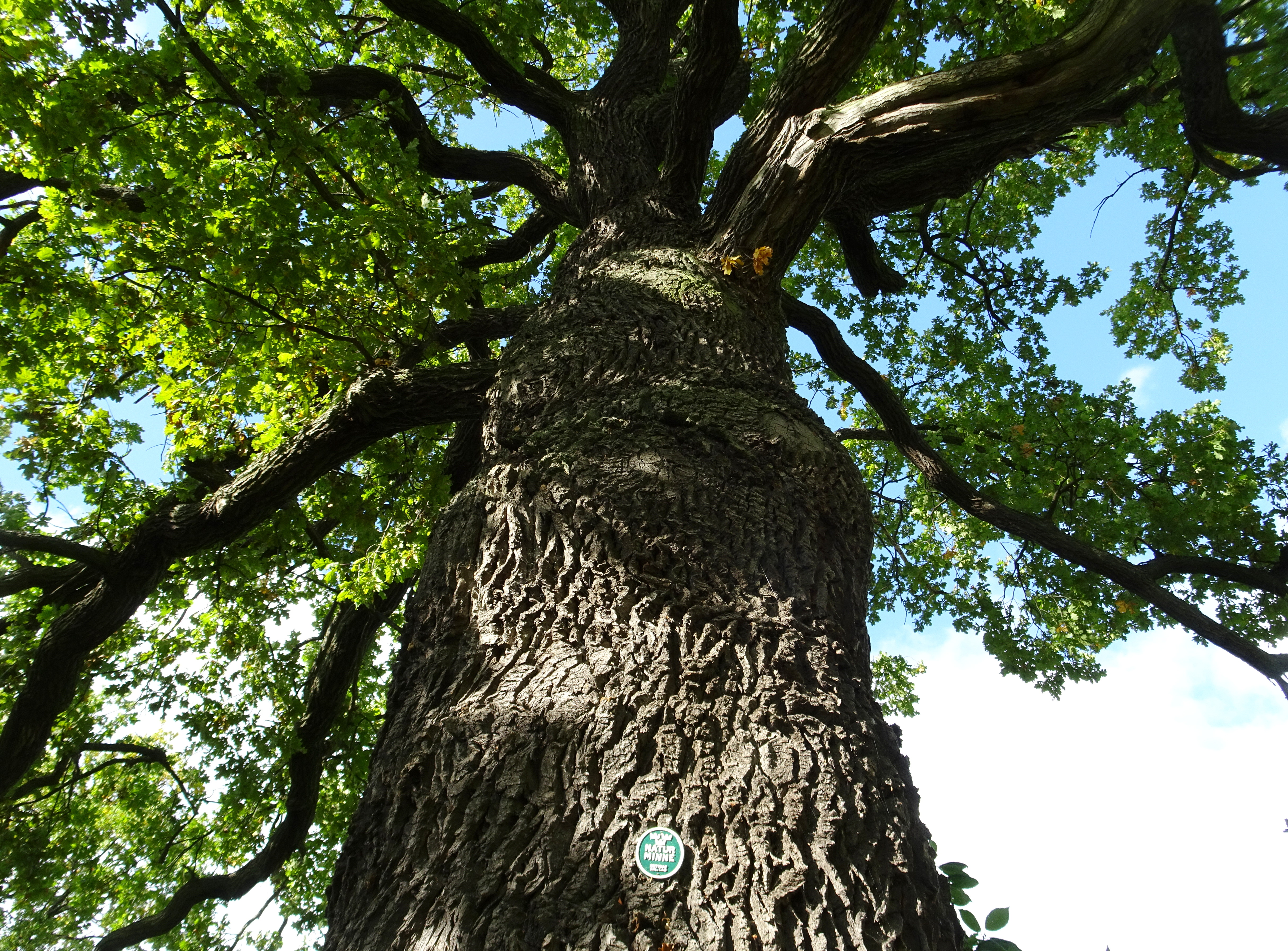
Den mindre ekens krona.
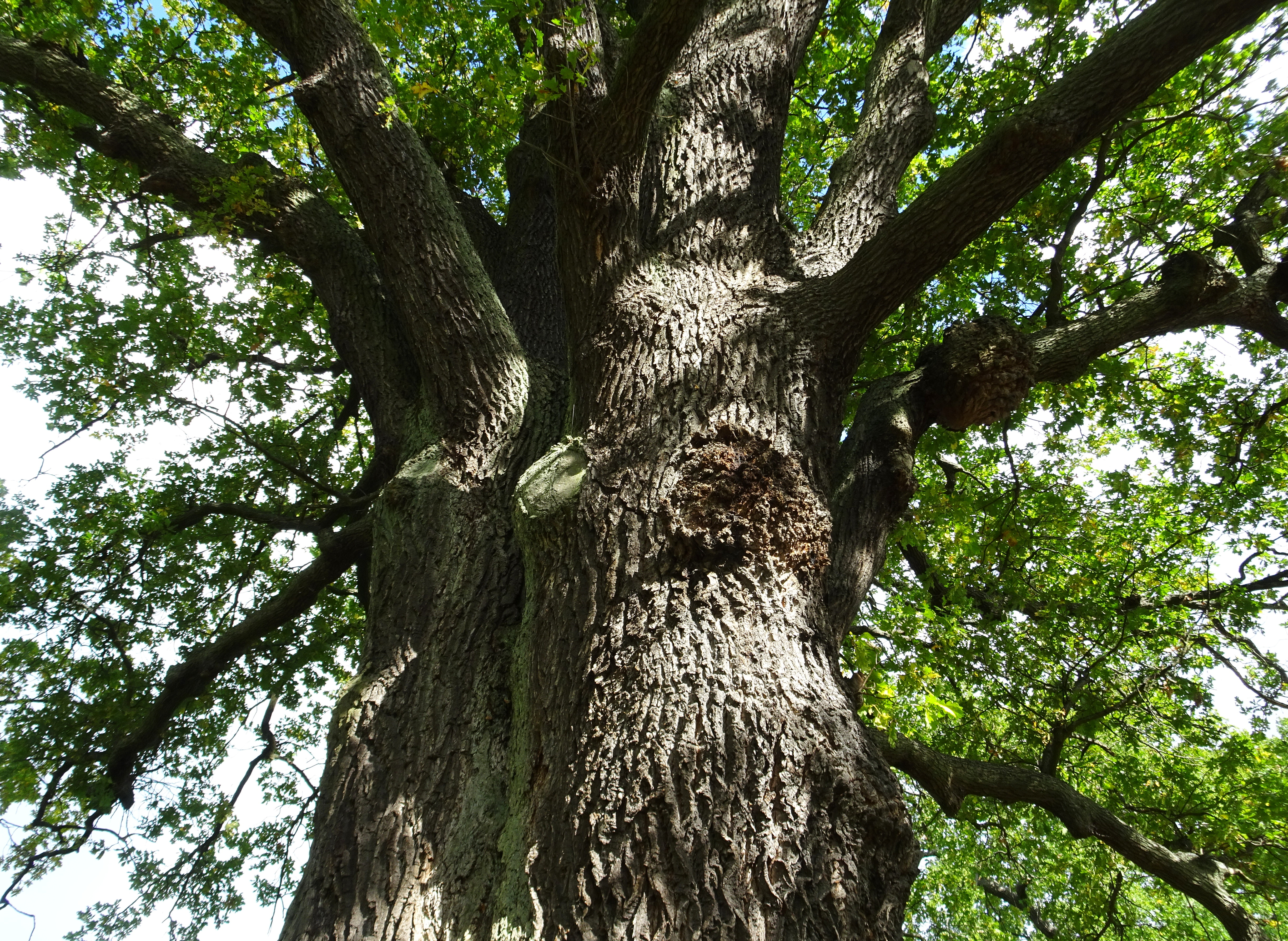
Den större ekens krona.
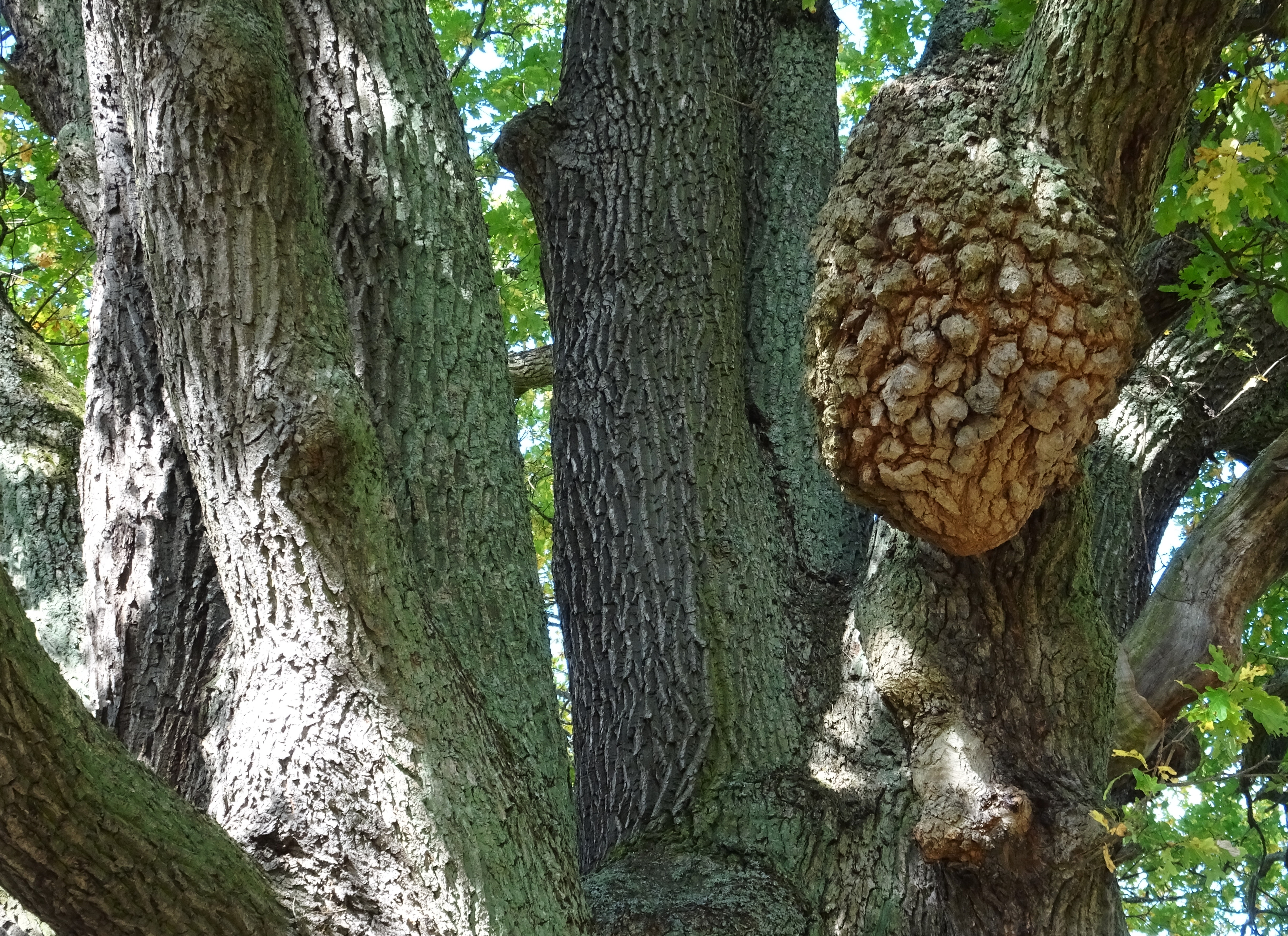
Den större eken, detalj.
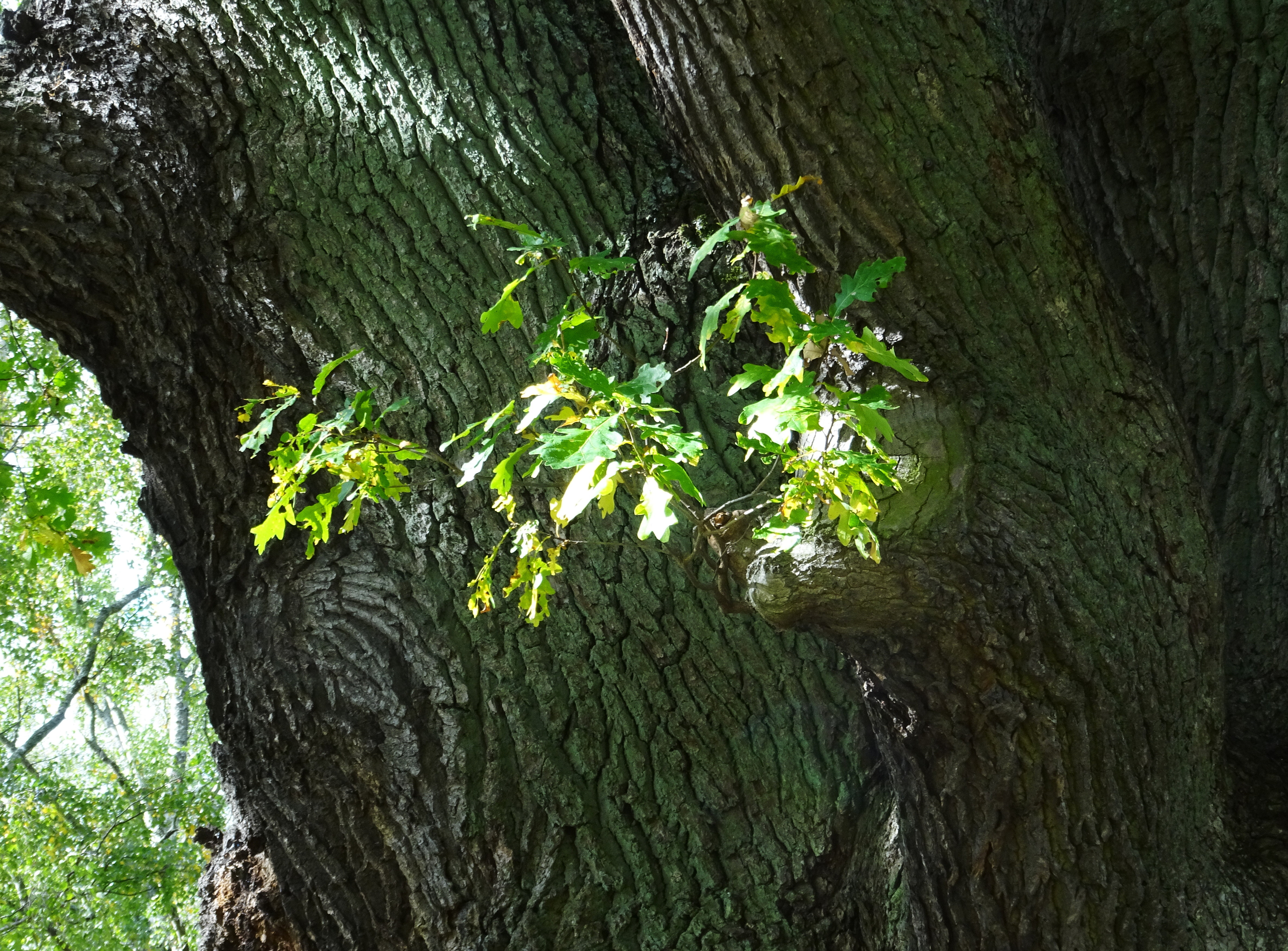
Den större eken, detalj.